# Karavan, Lebedîn
Karavan (în ucraineană Караван) este un sat în comuna Harbuzivka din raionul Lebedîn, regiunea Sumî, Ucraina.

## Demografie
Componența lingvistică a localității Karavan
     Ucraineană (79,17%)
     Rusă (18,75%)
Conform recensământului din 2001, majoritatea populației localității Karavan era vorbitoare de ucraineană (79,17%), existând în minoritate și vorbitori de rusă (18,75%) și armeană (2,08%).